# Clathrozoella medeae
Clathrozoella medeae is een hydroïdpoliep uit de familie Clathrozoellidae. De poliep komt uit het geslacht Clathrozoella. Clathrozoella medeae werd in 2003 voor het eerst wetenschappelijk beschreven door Peña Cantero, Vervoort & Watson. 